# Cantó de Vilar de Var
El cantó de Vilar de Var és un cantó francès del departament dels Alps Marítims, situat al districte de Niça. Té 10 municipis i el cap és Vilar de Var.

## Municipis
- Bairòls
- Lieucha
- Malaucena
- Massoin
- Pierlàs
- Tièri
- Toet de Var
- La Tor
- Tornafòrt
- Vilar de Var

## Història
| Data d'elecció                           | Identitat     | Partit           | Qualitat |
| ---------------------------------------- | ------------- | ---------------- | -------- |
| 1948-1984                                | Victor Robini | Divers droite    |          |
| 1985-                                    | René Gilly    | RPR, després UMP |          |
| les dades anteriors no són pas conegudes |               |                  |          |
|                                          |               |                  |          |

| 1962 | 1968 | 1975 | 1982 | 1990 | 1999  | 2007  |
| ---- | ---- | ---- | ---- | ---- | ----- | ----- |
| -    | -    | -    | -    | -    | 2.068 | 2.548 |